# الوكيل المطلق
كان الوكيل المطلق (بالفارسية: وکیلِ مطلق)، الذي يُترجم بشكل مختلف إلى الملازم المفوض ، أو الوصي المفوض،  أو نائب الملك أو الوصي الإمبراطوري ، منصبًا مهمًا في حكومة الإمبراطورية المغولية، فهو الأول في التسلسل الهرمي الوزاري وهو بعد الإمبراطور المغولي فقط. 
الوكيل هي كلمة عربية تعني "ممثل". كان الوكيل يُعتبر ملازمًا للإمبراطور في جميع الأمور المتعلقة بالمملكة والأسرة. من عهد الإمبراطور "بابور" إلى الإمبراطور "شاه جهاة"، فُنح الوكيل لقب الصدر الأعظم أيضًا. لكن بعد ذلك ظل منصبًا مرموقًا فقط.